# Rhopalopsyllus lugubris
Rhopalopsyllus lugubris är en loppart som beskrevs av Jordan et Rothschild 1908. Rhopalopsyllus lugubris ingår i släktet Rhopalopsyllus och familjen Rhopalopsyllidae.

## Underarter
Arten delas in i följande underarter:
- R. l. lugubris
- R. l. cryptoctenes